# Мари-Софи Л.
Мари-Софи Л. (урождённая — Мари-Софи Франсуаза Мишель Поша, род. 14 февраля 1963 года) — французская актриса
 кино и телевидения, предприниматель, писательница.

## Биография
Дебютировала на театральной сцене в 1984 году. Сыграла несколько главных ролей в фильмах Клода Лелуша. Была его третьей женой, в браке родилось трое детей. С 1994 года активно работала на телевидении.
Будучи в Калифорнии, познакомилась с движением сыроедения и увлеклась им, обучалась в Институте кулинарного искусства Living Light в Форт-Брэгге. Во Франции  создала L'instant Cru в 2013 году, веб-сайт, на котором транслируются видео, рецепты и онлайн-курсы по основам правильного питания.
В 2015 году опубликовала кулинарную книгу L’instant Cru , а в 2018 году — Raw Food.
Снялась в более, чем 25 кино- и телефильмах.

## Избранная фильмография
- 2006 — Извините меня
- 2004 — Жизнь прекрасна
- 2001 – Королевы на один день
- 1990 – Бывают дни... Бывают ночи
- 1988 – Баловень судьбы – Виктория Лион, дочь Сама от второй жены
- 1986 – Бандит – принцесса
- 1986 — Мужчина и женщина: 20 лет спустя – Мари-Софи
- 1985 – Уйти, вернуться – Анжела